# Turquía en los Juegos Olímpicos de Sídney 2000
Turquía estuvo representada en los Juegos Olímpicos de Sídney 2000 por un total de 57 deportistas, 42 hombres y 15 mujeres, que compitieron en 10 deportes.
El portador de la bandera en la ceremonia de apertura fue el luchador Hamza Yerlikaya.

## Medallistas
El equipo olímpico turco obtuvo las siguientes medallas:
| Nombre          | Deporte            | Competición |
| --------------- | ------------------ | ----------- |
| Oro             |                    |             |
| Halil Mutlu     | Halterofilia       | 56 kg M     |
| Hamza Yerlikaya | Lucha grecorromana | 85 kg M     |
| Hüseyin Özkan   | Judo               | –66 kg M    |
| Plata           |                    |             |
| —               |                    |             |
| Bronce          |                    |             |
| Adem Bereket    | Lucha libre        | 76 kg M     |
| Hamide Bıkçın   | Taekwondo          | –57 kg F    |